# Hraczja Bojadżjan
Hraczja Bojadżjan (orm. Հրաչյա Բոյաջյան; ur. 14 czerwca 1985 w Jeghegnadzorze) – polski działacz społeczny ormiańskiego pochodzenia, konsul honorowy Republiki Armenii, przedstawiciel mniejszości ormiańskiej w Komisji Wspólnej Rządu i Mniejszości Narodowych i Etnicznych oraz prezes Ormiańsko-Polskiego Komitetu Społecznego.

## Życiorys
Od 2012 roku kieruje Ormiańsko-Polskim Komitetem Społecznym, organizacją zajmującą się inicjatywami społecznymi, kulturalnymi i edukacyjnymi, a także ochroną dziedzictwa ormiańskiego. W 2022 roku objął funkcję konsula honorowego Republiki Armenii, początkowo dla województwa śląskiego, a od 2023 roku jego działalność objęła również województwa dolnośląskie, opolskie i małopolskie. W 2024 roku został powołany przez Prezesa Rady Ministrów na przedstawiciela mniejszości ormiańskiej w Komisji Wspólnej Rządu i Mniejszości Narodowych i Etnicznych.
Jest inicjatorem i organizatorem wielu wydarzeń kulturalnych. W 2022 roku zainicjował Festiwal Kultury Ormiańskiej, jedno z największych cyklicznych wydarzeń poświęconych kulturze ormiańskiej w Polsce. Przewodniczy Radzie Redakcyjnej Czasopisma Mniejszości Ormiańskiej „Munetik”, kwartalnika poświęconego historii i kulturze Ormian w Polsce.
W ramach działań upamiętniających dziedzictwo ormiańskie w Polsce i Armenii zainicjował oraz współfinansował budowę Pomnika 655-lecia utworzenia Archidiecezji Apostolskiego Kościoła Ormiańskiego, odsłoniętego w 2023 roku w Zabrzu, a także Pomnika św. Jana Pawła II w Erywaniu, który został odsłonięty 16 maja 2023 roku.
Monumenty te, wykonane w formie chaczkaru, upamiętniają 655-lecie utworzenia Archidiecezji Apostolskiego Kościoła Ormiańskiego w Polsce, 20. rocznicę wizyty św. Jana Pawła II w Armenii oraz wielowiekową przyjaźń polsko-ormiańską. W 2024 roku przyczynił się również do nadania w Zabrzu nazwy „Skwer Wielowiekowej Przyjaźni Polsko-Ormiańskiej”.

## Odznaczenia i wyróżnienia
- Medal Stulecia Odzyskanej Niepodległości (2023)[18][19]
- Złota Odznaka Honorowa „Za zasługi dla Województwa Śląskiego” (2022)[20].

- Order Świętego Nersesa Sznorhalego(inne języki) (2023)[21].

- Freeman of the City of London(inne języki) (2018)[22].
- Osobowość Roku 2022 w kategorii działalność społeczna i charytatywna na poziomie powiatu – nagroda „Dziennika Zachodniego” (2022)[23].